# Sertularella nana
Sertularella nana är en nässeldjursart som beskrevs av Gustav Hartlaub 1901. Sertularella nana ingår i släktet Sertularella och familjen Sertulariidae. Inga underarter finns listade i Catalogue of Life.